# The Escapists 2
The Escapists 2 es un videojuego de rol de estrategia desarrollado por Moldy Toof Studios y publicado por Team17. Es la secuela de The Escapists (2015) y se lanzó en todo el mundo para Microsoft Windows, Linux, PlayStation 4 y Xbox One en agosto de 2017. Las versiones para Nintendo Switch y teléfonos móviles se lanzaron en 2018 y 2019 respectivamente.

## Jugabilidad
En el juego, los jugadores asumen el control de un preso desde una perspectiva de arriba hacia abajo. El recluso debe seguir las rutinas diarias en la prisión y, al mismo tiempo, completar misiones para otros reclusos y buscar oportunidades para escapar. Saltarse las rutinas y causar daños a la prisión da como resultado que el nivel de seguridad de la prisión aumente, a niveles de seguridad más altos, más guardias patrullan la prisión, perros patrullan la prisión y huelen los artículos de contrabando almacenados por los reclusos, y en el nivel de seguridad más alto, un cierre total. donde todos los internos deben regresar a sus celdas. The Escapists 2 cuenta con un sistema de fabricación que permite a los jugadores fabricar elementos como palas, pistolas eléctricas y maniquíes para confundir a los guardias. Una vez que se atrapa al personaje del jugador, todos los artículos de contrabando en el inventario se pierden y el recluso es puesto en confinamiento solitario. En comparación con sus predecesores, el juego tiene una mayor variedad de prisiones, incluidos vehículos de transporte de prisioneros e instalaciones de encarcelamiento ubicadas en el espacio. También hay más opciones de personalización para el personaje del jugador. El juego cuenta con un sistema de combate ampliado que permite a los jugadores fijar objetivos, bloquear y realizar ataques ligeros y pesados.
El juego cuenta con multijugador cooperativo local y en línea. Dos jugadores pueden ayudarse mutuamente cuando los personajes del jugador escapan de la prisión. El multijugador competitivo enfrenta a cuatro jugadores entre sí y el jugador que sale más rápido de la instalación de confinamiento gana el juego.

## Desarrollo
Moldy Toof Studios creó The Escapists 2 junto con Team17. El equipo escuchó los comentarios de los jugadores que jugaron el primer juego e identificó el modo multijugador como la característica más solicitada. Dado que el código del primer juego habría tenido que reescribirse sustancialmente para incorporar tales características, el equipo decidió crear un nuevo juego en su lugar. El equipo quería presentar algo nuevo a los jugadores. Por lo tanto, muchos sistemas se ampliaron para volverse más complejos y las prisiones que aparecen en el juego tienen varios pisos.
Team17 anunció el juego el 3 de octubre de 2016. Fue lanzado para Microsoft Windows, PlayStation 4 y Xbox One el 22 de agosto de 2017. Team17 luego lanzó el juego en Nintendo Switch el 16 de enero de 2018. El juego se lanzó para iOS y Android el 31 de enero de 2019 como The Escapists 2: Pocket Breakout. Se lanzaron varios paquetes de contenido descargable para el juego. Estos incluyen "Big Top Breakout", "Dungeons and Duct Tape" y "Wicked Ward", todos los cuales presentan un nuevo mapa de prisión. Sold Out se desempeñó como distribuidor del juego para la versión comercial del juego para PC, PS4 y Xbox One.

## Recepción
El juego recibió críticas generalmente positivas de los críticos según el agregador de reseñas Metacritic.